# Mary Scrope
Mary Scrope, död 1548, var en engelsk hovfunktionär. Hon var hovdam till drottningarna Katarina av Aragonien, Anne Boleyn, Jane Seymour, Anna av Kleve och Katarina Parr, samt åt de senare Maria I av England och Elisabet I under deras tid som prinsessor. 
Hon var dotter till Sir Richard Scrope och Eleanor Washbourne. Hon gifte sig före år 1509 med hovmannen Edward Jerningham (död 1515) och senaste 1532 med hovmannen William Kingston (d. 1540).
Mary Scrope var hovdam till Katarina av Aragonien 1509-1527. Hon tillhörde de hovdamer som utnämndes att betjäna Anne Boleyn under dennas fångenskap i Towern 1536, och vidarebefordrade allt misstänkt Boleyn sade under sin fångenskap. Hon ska också ha spelat en roll i Henrik VIII:s försoning med sin dotter Maria I Tudor. Mary Scrope betjänade Jane Seymour under dennas tid som drottning 1537; hon bar Edvard VI till dopet och gick i Janes begravningståg.   
Scrope var sedan främst hovdam med ansvaret för prinsessorna Maria och Elisabets hushåll 1538-1539. Hon bibehöll ett gott förhållande med Maria även sedan hon avslutat sin anställning. Mary Scrope var hovdam åt Anna av Kleve 1539-1540. Hon listas även som hovdam åt Katarina Parr. 